# دراسات عن الجنين في الرحم (عمل فني)
تعتبر دراسات الجنين في الرحم رسمان توضيحيان ملونان أعدهما ليوناردو دافنشي في عام 1511 تقريبًا. تصف الدراسات الجنين البشري بشكل صحيح في موضعه الصحيح داخل الرحم المشرح. يصور دافنشي الرحم بغرفة واحدة، على النقيض من النظريات التي مفادها أن الرحم يحتوي على غرف متعددة يعتقد الكثيرون أنها قسمت الأجنة إلى مقصورات منفصلة في حالة التوائم. كما رسم دافنشي بشكل صحيح الشريان الرحمي ونظام الأوعية الدموية في عنق الرحم والمهبل .

## الملكية
تم توريث الدراسات في البداية إلى فرانشيسكو ميلزي . في ج. 1582–90 تم شراؤها من ورثته من قبل بومبيو ليوني وبحلول العام 1630 كانوا قد أصبحوا في ملكية توماس هوارد، إيرل الثاني من أروندل . منذ العام 1690 أصبح العمل ضمن المجموعة الملكية بالمملكة المتحدة.

## روابط خارجية
- دخول المجموعة الملكية